# 碧涌镇
碧涌镇，是中华人民共和国湖南省怀化市芷江侗族自治县下辖的一个乡镇级行政单位。

## 行政区划
碧涌镇下辖以下地区：
碧涌社区、哨田村、龙山村、金坳村、七甲坪村、大坳村、大冲村、两口田村、竹溪冲村、马塘村、龙洋村、长田村、碧河村、碧涌村和古竹村。